# Campomanesia laurifolia
Também conhecida como guabiroba-amarela-peluda, é uma planta da América do Sul, abundante nos Estados do Rio de Janeiro, Espirito Santo, Minas Gerais e Bahia. Seus frutos são apreciados por humanos in natura e em doces.

## Sinônimos
Lista de sinônimos segundo o Reflora:
- Heterotípico Acrandra sellowiana O.Berg
- Heterotípico Campomanesia acrandroides Mattos
- Heterotípico Campomanesia sellowiana (O.Berg) Mattos
- Heterotípico Campomanesia terminalis (Vell.) Mattos
- Heterotípico Psidium terminale Vell.
- Homotípico Acrandra laurifolia (Gardner) O.Berg

## Morfologia e Distribuição
Árvore de 4-15 m (Menor em cultivo), de copa alongada e tronco canelado descamado em placas, nativas da Floresta Pluvial Atlântica, do nível do mar até 900 m de altitude, nos Estados do Rio de Janeiro, Minas Gerais, Espirito Santo e Bahia. Folhas com pecíolo caniculado e lâminas subcoriácea de 5-22 a 5-9 cm. Flores axilares, solitárias ou agrupadas em 2-3, formadas de agosto a setembro, frutificação a partir de outubro. Os frutos são subglobosos, dotados de casca rugosa e espessa, com polpa fundente, dividida em segmentos, cada qual envolve uma semente. O sabor é agridoce ou doce, muito agradável e refrescante. É considerado uma das guabirobas de melhor paladar.